# Hiro Kanagawa
Hiro Kanagawa, all'anagrafe Hironobu Kanagawa (金川 弘敦?, Kanagawa Hironobu; Sapporo, 13 ottobre 1963), è un attore e drammaturgo giapponese con cittadinanza canadese.

## Biografia
Nato a Sapporo e cresciuto tra Stati Uniti e Canada, ha completato il corso di arte contemporanea alla Simon Fraser University nel 1994, stabilendosi a Vancouver. Oltre che attore, durante la sua carriera è stato anche doppiatore, autore di produzioni teatrali, story editor per alcune serie televisive e insegnante di drammaturgia alla Capilano University.
È stato protagonista delle prime due stagioni Cold Squad - Squadra casi archiviati e ha dato voce a Mister Fantastic nella serie animata I Fantastici Quattro, apparendo in numerose altre serie televisive, tra cui X-Files, Stargate SG-1, Smallville e Caprica. Tra i film è invece apparso in Elektra, Ultimatum alla Terra, Hardwired - Nemico invisibile, ed è stato protagonista del corto Hiro, nel 2008 premiato come miglior corto al festival South by Southwest, grazie al quale è stato candidato a un Leo Award.
Tra le produzioni teatrali da lui scritte figurano Slants, Tiger of Malaya (Factory Theatre, National Arts Centre), The Patron Saint of Stanley Park (Arts Club, Halifax Theatre for Young People), Tom Pinkerton: The Ballad of Butterfly's Son, Indian Arm (Rumble Theatre) e The Actual Bone.
Da attore, ha ottenuto un premio Jessie Richardson per il ruolo in A View from the Bridge, una candidatura a un premio Betty Mitchell per The Plum Tree, e nel 2007 è stato protagonista di After the War, di Philip Kan Gotanda, all'American Conservatory Theater di San Francisco.
Nel 2022 entra a far parte del cast della quarta stagione di Star Trek: Discovery, settima serie televisiva live-action del franchise di fantascienza Star Trek, interpretando la parte del Dr. Hirai, specialista della Federazione dei Pianeti Uniti in astrolinguistica, xenofonologia e semiotica teorica, alla fine del XXXII secolo, che viene impiegato a bordo della USS Discovery durante il primo contatto con la specie Dieci C.

## Filmografia parziale

### Attore

#### Cinema
- In trappola (The Hunted), regia di J. F. Lawton (1995)
- Premonizioni (Hideaway), regia di Brett Leonard (1995)
- Cyberjack - Sfida finale (Cyberjack), regia di Robert Lee (1995)
- Crying Freeman, regia di Christophe Gans (1995)
- Mask of Death, regia di David Mitchell (1996)
- Al di là del desiderio (Bliss), regia di Lance Young (1997
- Una ragazza sfrenata (Excess Baggage), regia di Marco Brambilla (1997)
- L'ombra del dragone (American Dragons), regia di Ralph Hemecker (1998)
- Turbulence 2: Fear of Flying, regia di David Mackay (1999)
- Epicenter, regia di Richard Pepin (2000)
- The Guilty - Il colpevole (The Guilty), regia di Anthony Waller (2000)
- Beautiful Joe, regia di Stephen Metcalfe (2000)
- Protection, regia di Bruce Spangler (2000)
- Campioni di razza (Best in Show), regia di Christopher Guest (2000)
- Il sesto giorno (The 6th Day), regia di Roger Spottiswoode (2000)
- Josie and the Pussycats, regia di Harry Elfont e Deborah Kaplan (2001)
- The Replicant (Replicant), regia di Ringo Lam (2001)
- Touched by a Killer, regia di Gilbert M. Shilton (2001)
- La turbulence des fluides, regia di Manon Briand (2002)
- Sfida nell'ultima valanga (Extreme Ops), regia di Christian Duguay (2002)
- Obâchan's Garden – documentario, regia di Linda Ohama (2003)
- Little Brother of War, regia di Damon Vignale (2003)
- Public Lighting, regia di Mike Hoolboom (2004)
- Elektra, regia di Rob S. Bowman (2005)
- God's Baboons, regia di Jonathan Sutton (2000)
- Bob - Un maggiordomo tutto fare (Bob the Butler), regia di Gary Sinyor (2005)
- Hiro, regia di Matthew Swanson – cortometraggio (2005)
- Spymate, regia di Robert Vince (2006)
- The Entrance, regia di Damon Vignale (2006)
- Mimzy - Il segreto dell'universo (The Last Mimzy), regia di Robert Shaye (2007)
- Rogue - Il solitario (War), regia di Philip G. Atwell (2007)
- Ultimatum alla Terra (The Day the Earth Stood Still), regia di Scott Derrickson (2008)
- Hardwired - Nemico invisibile (Hardwired), regia di Ernie Barbarash (2009)
- The King of Fighters, regia di Gordon Chan (2010)
- Donovan's Echo, regia di Jim Cliffe (2011)
- Radio City: Date Nights, regia di John Bolton – cortometraggio (2012)
- La regola del silenzio - The Company You Keep (The Company You Keep), regia di Robert Redford (2012)
- Assalto a Wall Street (Assault on Wall Street), regia di Uwe Boll (2013)
- Down River, regia di Ben Ratner (2013)
- Grave Halloween - La Foresta dei Suicidi, regia di Steven R. Monroe (2014)
- Godzilla, regia di Gareth Edwards (2014)
- Adaline - L'eterna giovinezza (The Age of Adaline), regia di Lee Toland Krieger (2015)
- Cinquanta sfumature di rosso (Fifty Shades Freed), regia di James Foley (2018)
- Midway, regia di Roland Emmerich (2019)
- Confini e dipendenze (Crisis), regia di Nicholas Jarecki (2021)
- Every Breath You Take - Senza respiro (Every Breath You Take), regia di Vaughn Stein (2021)
- Needle in a Timestack, regia di John Ridley (2021)
- Orphan: First Kill, regia di William Brent Bell (2022)

#### Televisione
- The Round Table – serie TV, episodio 1x01 (1992)
- Una luce spenta (Born Too Soon), regia di Noel Nosseck – film TV (1993)
- Madison – serie TV, episodio 2x11 (1994)
- Voglia di ricominciare (My Name Is Kate), regia di Rod Hardy – film TV (1994)
- Highlander (Highlander: The Series) – serie TV, episodio 3x01 (1994)
- M.A.N.T.I.S. – serie TV, episodio 1x07 (1994)
- X-Files (The X-Files) – serie TV, episodi 2x09-4x19-10x01 (1994, 1997, 2015)
- Un killer per tre voci (Voices from Within), regia di Eric Till – film TV (1994)
- Un bambino in trappola (A Child Is Missing), regia di John Power – film TV (1995)
- Sentinel (The Sentinel) – serie TV, episodio 1x08 (1996)
- I viaggiatori (Sliders) – serie TV, episodio 2x09 (1996)
- Best seller di sangue (Bloodhounds II), regia di Stuart Cooper – film TV (1996)
- North of 60 – serie TV, episodio 5x05 (1996)
- Il coraggio di vivere (For Hope), regia di Bob Saget – film TV (1996)
- Millennium – serie TV, 4 episodi (1996, 1998-1999)
- Viper – serie TV, episodi 2x09-4x20 (1996, 1999)
- Trappola di ghiaccio (Survival on the Mountain), regia di John Patterson – film TV (1997)
- Breaker High – serie TV, episodio 1x01 (1997)
- Un cliente pericoloso (Tricks), regia di Kenneth Fink – film TV (1997)
- Tesoro, mi si sono ristretti i ragazzi (Honey, I Shrunk the Kids: The TV Show) – serie TV, episodio 1x19 (1998)
- Trappola in rete (Every Mother's Worst Fear), regia di Bill L. Norton – film TV (1998)
- The Inspectors, regia di Brad Turner – film TV (1998)
- Futuresport, regia di Ernest R. Dickerson – film TV (1998)
- First Wave – serie TV, episodio 1x17 (1998)
- Cold Squad - Squadra casi archiviati (Cold Squad) – serie TV, 26 episodi (1998-1999)
- Oltre i limiti (The Outer Limits) – serie TV, episodi 4x06-6x08 (1998, 2000)
- You, Me and the Kids – serie TV, episodio 1x39 (1999)
- The Net – serie TV, episodio 1x18 (1999)
- Resurrection, regia di Stephen Gyllenhaal – film TV (1999)
- Mercy Point – serie TV, episodio 1x06 (1999)
- Aftershock - Terremoto a New York (Aftershock: Earthquake in New York), regia di Mikael Salomon – miniserie TV (1999)
- The Wonder Cabinet, regia di Ralph Hemecker – film TV (1999)
- Secret Agent Man – serie TV, episodio 1x01 (2000)
- The Linda McCartney Story, regia di Armand Mastroianni – film TV (2000)
- Dark Angel – serie TV, episodio 1x01 (2000)
- Seven Days – serie TV, episodi 2x11-3x05 (2000)
- Big Sound – serie TV, episodio 1x03 (2001)
- The Lone Gunmen – serie TV, episodio 1x02 (2001)
- Piccoli delitti tra amici (Class Warfare), regia di Richard Shepard – film TV (2001)
- Smallville – serie TV, 6 episodi (2001-2002)
- Da Vinci's Inquest – serie TV, episodio 4x10 (2002)
- Special Unit 2 – serie TV, episodio 2x10 (2002)
- Living with the Dead, regia di Stephen Gyllenhaal – film TV (2002)
- Damaged Care, regia di Harry Winer – film TV (2002)
- Just Cause – serie TV, episodio 1x03 (2002)
- Caccia al killer (1st to Die), regia di Russell Mulcahy – film TV (2003)
- Betrayed, regia di Anne Wheeler – film TV (2003)
- The Five People You Meet in Heaven, regia di Lloyd Kramer – film TV (2004)
- Steklo, regia di Boris Ivanov e Alexander Kalugin – miniserie TV (2005)
- Stargate SG-1 – serie TV, episodio 8x14 (2005)
- Ladies Night, regia di Norma Bailey – film TV (2005)
- 14 Hours, regia di Gregg Champion – film TV (2005)
- Andromeda – serie TV, episodi 5x19-5x20 (2005)
- Hush, regia di Harvey Kahn – film TV (2005)
- 4400 (The 4400) – serie TV, episodi 2x01-2x10 (2005)
- Criminal Minds – serie TV, episodio 1x01 (2005)
- Best Friends, regia di Michael Scott – film TV (2005)
- Da Vinci's City Hall – serie TV, 9 episodi (2005-2006)
- Family in Hiding, regia di Timothy Bond – film TV (2006)
- Blade - La serie (Blade: The Series) – serie TV, episodio 1x07 (2006)
- Intelligence – serie TV, 7 episodi (2006-2007)
- Masters of Science Fiction – serie TV, episodio 1x02 (2007)
- Heroes and Villains – serie documentaristica, puntata 1x06 (2008)
- What Color Is Love?, regia di Gary Harvey – film TV (2009)
- Reaper - In missione per il Diavolo (Reaper) – serie TV, episodi 2x01-2x06-2x07 (2009)
- Sanctuary – serie TV, episodio 2x03 (2009)
- Supernatural – serie TV, episodio 5x08 (2009)
- Caprica – serie TV, 13 episodi (2009-2010)
- Human Target – serie TV, episodio 1x01 (2010)
- Fringe – serie TV, episodio 3x02 (2010)
- Tower Prep – serie TV, episodio 1x13 (2010)
- Chaos – serie TV, episodio 1x06 (2011)
- True Justice – serie TV, episodii 1x09-10 (2011)
- 21-12-2012 La profezia dei Maya (Doomsday Prophecy), regia di Jason Bourque – film TV (2011)
- L'appuntamento mancato (Deck the Halls), regia di Ron Underwood – film TV (2011)
- The Secret Circle – serie TV, episodi 1x07-1x17 (2011-2012)
- Fairly Legal – serie TV, episodio 2x08 (2012)
- Continuum – serie TV, episodio 1x03 (2012)
- Ultime ore della Terra (Earth's Final Hour), regia di W. D. Hogan – film TV (2012)
- Arrow – serie TV, episodi 1x01-1x07 (2012)
- Emily Owens, M.D. – serie TV, episodi 1x05-1x11 (2012-2013)
- Blackstone – serie TV, 4 episodi (2012-2014)
- Cyber Attack (Delete), regia di Steve Barron – miniserie TV (2013)
- The Carpenter's Miracle, regia di Kristoffer Tabori – film TV (2013)
- Bates Motel – serie TV, episodi 1x08-1x10 (2013)
- The Listener – serie TV, episodio 4x01 (2013)
- The Killing – serie TV, episodio 3x01 (2013)
- La foresta dei suicidi (Grave Halloween), regia di Steven R. Monroe – film TV (2013)
- The Tomorrow People – serie TV, episodio 1x05 (2013)
- Spooksville – serie TV, episodi 1x06-1x09 (2013)
- Almost Human – serie TV, episodi 1x01-1x06-1x10 (2013-2014)
- The 100 – serie TV, 4 episodi (2014)
- Backstrom – serie TV, episodio 1x10 (2015)
- The Returned – serie TV, episodio 1x04-1x06-1x10 (2015)
- iZombie – serie TV, 8 episodi (2015, 2018)
- The Whispers – serie TV, episodi 1x02-1x03-1x05 (2015)
- Dark Matter – serie TV, episodi 1x06-1x09 (2015)
- Heroes Reborn – miniserie TV, 8 puntate (2015-2016)
- L'uomo nell'alto castello (The Man in the High Castle) – serie TV, 5 episodi (2015-2016)
- The Romeo Section – serie TV, 6 episodi (2016）
- Altered Carbon – serie TV, 7 episodi (2017)
- Legends of Tomorrow – serie TV, 4 episodi (2017-2018)
- Il mio amore passato e futuro (Love, Once and Always), regia di Allan Harmon – film TV (2018)
- Salvation – serie TV, 4 episodi (2018)
- Warigami – serie TV, 6 episodi (2019)
- The Terror – serie TV, episodi 2x03-2x04 (2019)
- See – serie TV, 4 episodi (2019)
- Lo straordinario mondo di Zoey (Zoey's Extraordinary Playlist) – serie TV, episodi 1x02-1x08-1x12 (2020)
- The Good Doctor – serie TV, episodio 4x17 (2021)
- Upload – serie TV, 4 episodi (2022-2023)
- Star Trek: Discovery – serie TV, 4 episodi (2022)
- Pachinko - La moglie coreana (Pachinko) – serie TV, episodio 1x01 (2022)
- Che Todd ci aiuti (So Help Me Todd) – serie TV, episodi 1x02-1x15 (2022-2023)
- The Night Agent – serie TV, episodi 1x03-1x05-1x09 (2023)
- Percy Jackson e gli dei dell'Olimpo (Percy Jackson and the Olympians) – serie TV (2023)
- Avatar - La leggenda di Aang (Avatar: The Last Airbender) – serie TV, episodio 1x01 (2024)
- Shōgun – miniserie TV (2024)
- The Last of Us – serie TV, episodio 2x03 (2025)

### Doppiatore

#### Cinema
- Girlfriend Experience, regia di Ileana Pietrobruno (2008)

#### Televisione
- Bill & Ted's Excellent Adventures – serie animata, episodio 1x04 (1992)
- Sagwa (Sagwa, the Chinese Siamese Cat) – serie animata, 38 episodi (2001-2002)
- I Fantastici Quattro (Fantastic Four: World's Greatest Heroes) – serie animata, 26 episodi (2006-2007) – Mister Fantastic
- Monster Beach – serie animata, 39 episodi (2020)
- L'era dei samurai (Age of Samurai: Battle for Japan) – serie documentaristica, 6 episodi (2021)
- Team Zenko Go – serie animata, 16 episodi (2022)

## Riconoscimenti (parziale)
Premio Jessie Richardson
- per il ruolo in A View from the Bridge

Premio Betty Mitchell
- Candidatura per The Plum Tree

## Doppiatori italiani
Nelle versioni in italiano delle opere in cui ha recitato, Hiro Kanagawa è stato doppiato da:
- Giorgio Bonino in Ultime ore della Terra, Upload
- Gerolamo Alchieri ne La regola del silenzio - The Company You Keep, The Last of Us
- Mauro Gravina in Bates Motel, Colony
- Ambrogio Colombo in X-Files (ep. 10x01), Percy Jackson e gli dei dell'Olimpo
- Pierluigi Astore in Orphan: First Kill, Avatar: la leggenda di Aang
- Alessio Cigliano in X-Files (ep. 2x09)
- Enrico Pallini in X-Files (ep. 4x11)
- Roberto Stocchi in Un bambino in trappola
- Franco Mannella in Millennium (ep. 1x05)
- Davide Lepore in Millennium (ep. 3x08)
- Simone Mori in The Guilty - Il colpevole
- Maurizio Reti in Piccoli delitti tra amici
- Gaetano Varcasia in Smallville
- Giuliano Bonetto in Stargate SG-1
- Enrico Chirico in Just Cause
- Wladimiro Grana in Criminal Minds
- Oscar Argiolas in Mimzy - Il segreto dell'universo
- Luigi Ferraro in Ultimatum alla terra
- Luca Semeraro in 21-12-2012 La profezia dei Maya
- Paolo Buglioni in The Killing
- Federico Danti in Continuum
- Raffaele Palmieri in Arrow
- Francesco Meoni in Fringe
- Gabriele Parrillo in Elektra
- Roberto Fidecaro in Godzilla
- Massimo Rinaldi in iZombie
- Antonio Palumbo ne L'uomo nell'alto castello
- Pasquale Anselmo in Cinquanta sfumature di rosso
- Edoardo Nordio ne Le indagini di Hailey Dean - Omicidio, con amore
- Gianpaolo Caprino in See
- Fabrizio Pucci in The Good Doctor
- Stefano Oppedisano in The Night Agent
- Antonio Sanna in The Recruit

Da doppiatore è sostituito da:
- Gianluca Iacono ne I fantastici quattro, Assassin's Creed: Shadows